# Azirin
Azirin, genauer 2H-Azirin, ist der einfachste ungesättigte stickstoffhaltige dreigliedrige Heterocyclus. Es gehört zu den heterocyclischen Stammsystemen und zur Stoffklasse der cyclischen Imine. Das gesättigte Analogon ist Aziridin, das carbocyclische Analogon ist Cyclopropen. Das isomere 1H-Azirin, das das Proton am Stickstoffatom trägt, ist nicht stabil und isomerisiert zum 2H-Azirin.

## Herstellung
Die Darstellung von 2H-Azirin kann bei vermindertem Druck und erhöhter Temperatur aus Vinylazid gewonnen werden. Als Nebenprodukte entstehen Acetonitril und Ketenimin.

## Eigenschaften

Mesomeriestabilisierung des Aziriniumkations

Das Absorptionsmaximum liegt in Pentan im ultravioletten Bereich bei einer Wellenlänge von λ = 229 nm.
Das Kation des Azirins ist die kleinste heterocyclische aromatische Verbindung.

## Reaktionen
Azirin ist auf Grund seiner hohen Ringspannung sehr reaktiv. Es reagiert mit Elektrophilen und Nukleophilen unter Ringöffnung.
Derivate des Azirins entstehen als Zwischenprodukte der Neber-Umlagerung.
In 2-Position arylsubstituierte Azirine lagern thermisch unter Ringerweiterung zu Pyrrolo-anellierten Aromaten um (siehe z. B. Hemetsberger-Indol-Synthese).